# Lampedo
Lampedo (in greco antico: Λαμπέδω) o Lampeto (Λαμπέτω) è un personaggio della mitologia greca e romana, regina delle Amazzoni insieme alla sorella Marpesia. Il nome, che significa "torcia ardente" potrebbe essere un riferimento al culto di Artemide.

## Il mito
Rifancedosi a Marco Giuniano Giustino, Paolo Orosio riporta che Lampedo (o Lampeto) e Marpesia (o Martesia) erano due sorelle figlie di Marte e regine amazzoni. A Lampedo, Orosio attribuisce l'invasione e conquista della Tracia, la cattura di diverse città dell'Anatolia e la fondazione di Efeso e altre polis. Nel frattempo l'altra metà delle forze amazzoni, guidate da Marpesia, erano stata sconfitte nella loro terra natia, il Ponto, e la figlia di Marpesia, Ortizia era succeduta alla madre come seconda regina della diarchia.

## Nella cultura di massa
- Boccaccio la ricorda in un capitolo del De mulieribus claris insieme a Marpesia.[4]
- Amberley Castle, un maniero del XII secolo che si trova nel West Sussex, conserva un dipinto che rappresenta la regina Lampedo, realizzato dal pittore inglese, Lambert Barnard (c.1485–1567).[5]